# Conciles d'Alexandrie

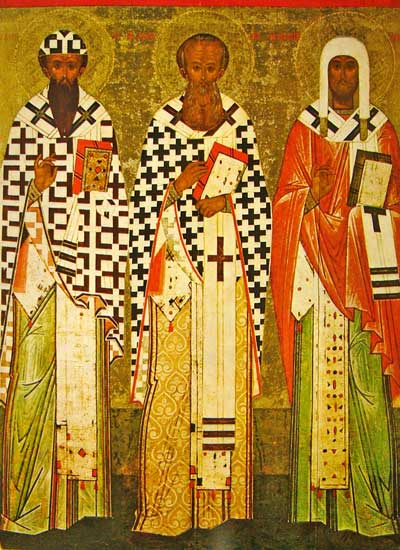
Les saints Cyrille et Athanase d'Alexandrie et Leonty Rostovsky (évêque de Rostov et de Souzdal). Icône russe du XVès représentant provenant du monastère de Malo-Kirillov. École Novgorod.

Un grand nombre de conciles se sont tenus à Alexandrie:
- Concile d'Alexandrie (321), mène à l'excommunication d'Arius.
- Le concile de 339
- Concile d'Alexandrie (362): Il établit les bases d'un retour à la foi de Nicée officiellement abandonnée deux ans plus tôt par l'adoption du Symbole de Nicée-Constantinople[2].
- Concile d'Alexandrie (363)
- Concile d'Alexandrie (369)
- Concile d'Alexandrie (430): Il s'agit en réalité d'une suite de trois conciles[3].
- Concile d'Alexandrie (453)
- Concile d'Alexandrie (685)